# گریت ملتون
گریت ملتون (به انگلیسی: Great Melton) یک روستا و محله مدنی در بریتانیا است که در South Norfolk واقع شده‌است. گریت ملتون ۱۰٫۲۴ کیلومتر مربع مساحت و ۱۶۳ نفر جمعیت دارد.